# Gracho Cardoso
Gracho Cardoso este un oraș în Sergipe (SE), Brazilia.